# Ariathisa
Ariathisa is een geslacht van vlinders van de familie Uilen (Noctuidae).

## Soorten
- A. abyssinia (Guenée, 1852)
- A. alychnodes Turner, 1939
- A. angulata Gaede, 1935
- A. coelenoptera Lower, 1915
- A. desertorum Turner, 1944
- A. ebenodes Turner, 1911
- A. emboloma Lower, 1918
- A. fasciculata Berio, 1973
- A. goniographa Turner, 1943
- A. nigrifrons Dognin, 1919
- A. nyctimesa Hampson, 1911
- A. ochropepla Turner, 1911
- A. ochropolia Turner, 1943
- A. phaeopalpia Turner
- A. pissonephra Turner, 1939
- A. plaesiospila Turner, 1939
- A. semiluna (Hampson, 1909)
- A. spilocrossa Turner, 1915